# Sina Candrian
Sina Candrian (Flims, 21 novembre 1988) è una snowboarder svizzera.

## Biografia
Specialista di halfpipe e slopestyle, ha esordito in Coppa del Mondo di snowboard il 21 ottobre 2005 a Saas-Fee, in Svizzera.

## Palmarès

### Mondiali
- 1 medaglia:
  - 1 argento (slopestyle a Stoneham 2013)

### Mondiali juniores
- 4 medaglie:
  - 2 ori (big air a Vivaldi Park 2006; big air a Bad Gastein 2007)
  - 2 bronzi (halfpipe a Zermatt 2005; halfpipe a Vivaldi Park 2006)

### Festival olimpico della gioventù europea
- 2 medaglie:
  - 2 argenti (snowboard cross, halfpipe a Monthey 2005)

### Coppa del Mondo
- Miglior piazzamento nella Coppa del Mondo generale di freestyle: 7ª nel 2019
- Miglior piazzamento nella Coppa del Mondo di slopestyle: 4ª nel 2013
- Miglior piazzamento nella Coppa del Mondo di halfpipe: 13ª nel 2007
- Miglior piazzamento nella Coppa del Mondo di big air: 4ª nel 2015
- 8 podi:
  - 1 vittoria
  - 4 secondi posti
  - 3 terzi posti

#### Coppa del Mondo - vittorie
| Data            | Luogo   | Paese  | Disciplina |
| --------------- | ------- | ------ | ---------- |
| 30 gennaio 2010 | Calgary | Canada | SBS        |

Legenda:

SBS = Slopestyle